# アレクセイ・アダーシェフ
アレクセイ・フョードロヴィチ・アダーシェフ(アダシェフとも。ロシア語:Алексей Фёдорович Адашев)は、16世紀ロシア・ツァーリ国で、ツァーリ、イヴァン4世（在位1547年-1583年）に仕えた、士族出身の官吏である。アダーシェフは、宮廷付き司祭シリヴェーストルとともに、イヴァン4世の統治初期を支え、大貴族による政治から、ツァーリと士族を中心とした中央集権制への改革を牽引した。

## 出自
コストロマの小世襲領主の一族に生まれる。

## モスクワ国家システムの変容

### 大公権力の増大
モスクワ大公国はウラジーミル・スズダリ公国の辺境の分領公国として出発し、13世紀末から14世紀初頭にかけて次第に領土を増やしていった。
16世紀はじめになると、モスクワ大公の専制的性格が強まっていく。神聖ローマ皇帝の使者として、2度モスクワを訪れたオーストリア人フォン・ヘルベルシュタインは、イヴァン4世の父、大公ヴァシリー3世(在位1505年-1533年)の専制君主ぶりを書き残している。
同時に16世紀半ばになっても、地方の門閥貴族階級はいまだに強力であり、「ツァーリは命じ、貴族が決定する」体制は、貴族会議とともに続いていた。ヴァシリー3世が専制君主の称号たるツァーリを自称することもあったが、国内に対しては用いず、小国に対する時だけであった。

### 貴族と士族
大公権力の増大は、貴族層の性質も変えた。貴族のあいだで格差が広がった。ボヤーレと呼ばれるかつての大貴族はごく一部となった。かつてのボヤーレは各地の公への勤務が可能であったが、モスクワがロシアを統一するにつれ、勤務の対象はモスクワ大公のみになっていった。またリトアニアやタタール出身の諸公、ハーンの一族もモスクワ大公に仕えようとした。この陰では、限られた勤務先を狙って、貴族どうしの激しい争いが繰り広げられた。要職を得られるか否かは、能力ではなく、家柄や先祖の働きによって決まった。これを「門地制（もんちせい）」と呼ぶ。
一方、小世襲領主や宮廷の家臣たちが、下層封建階級層を形成し、士族（ドヴォリャーネ）となった。士族は大公のために働く代わりに、大公から領地を与えられた。この封地制度によって、大公と士族は直接結びつくようになった。士族軍は数万人になり、彼らの影響力も強まった。とはいえ門地制のため、士族が貴族会議に参加するのは不可能であり、国政に直接関与することができなかった。新しい統治制度が必要になっていた。

## 若きツァーリと改革派の士族

### 選抜会議
のちに「雷帝」と呼ばれるイヴァン4世が、父ヴァシリー3世の死によってモスクワ大公に即位したのは1533年、3歳の時である。1547年、17歳のイヴァンはツァーリとして戴冠し、親政を開始した。名門貴族や公たちを排除し、完全な専制君主となることが彼の願いであった。
1549年、イヴァンは、1530年代には12名であった貴族会議の定員を32名にまで増やした。貴族会議の執行機関としての力を大幅に削いだのである。
若きツァーリは、中央官庁（プリカース）の官僚たちと親交を結んだ。官僚は当時のもっとも教養のある人々であり、中央集権という改革理念を広めていた。中でもイヴァン4世が信頼したのがアレクセイ・アダーシェフである。
アダーシェフは買収を拒否する清廉な人物であった。勤務を怠ける者に対しては、貴族であろうと厳しく罰した。
イヴァンは、アダーシェフを始めとする士族層の代表を抜擢し、アダーシェフを指導者とする「選抜会議」を組織した。この改革政府を「選抜会議」と呼んだのは、イヴァンの親友であり、後にリトアニアに亡命するアンドレイ・クールプスキー公である。その名がのちの研究史上での呼び名となった。
選抜会議の具体的なメンバーは不明だが、アダーシェフの他に、宮廷つき司祭シリヴェーストルが加わっていたと考えられる。
シリヴェーストルは、ロシアの模範的な家父長制的家庭規範を記した『家庭訓（ドモストロイ）』の著者、あるいはその一人として有名である。無欲であり教養豊かで、かつ狂信に近いほど敬虔な人物であり、イヴァンの教師であり宗教的指導者であった。

## 初期の改革

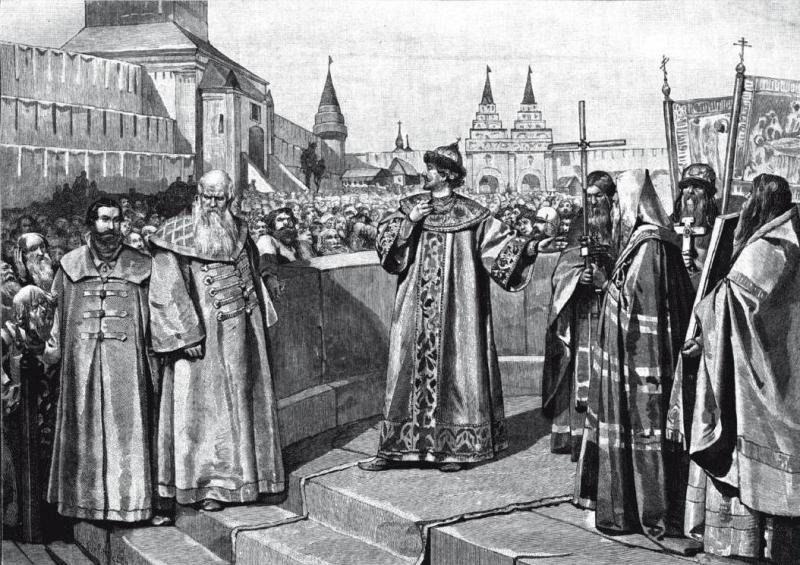
1549年、初めてのゼムスキーソボルで演説するイヴァン4世。向かって左から2番目の黒い顎髭の人物がアダーシェフ、左から3番目の老人が司祭シリヴェストルクラヴディー・レヴェデフ（1852-1916）

### 中央官庁（プリカース）の成立
1549年2月（ユリウス暦）、イヴァン4世によって、貴族会議と教会会議、軍司令官、士族らも参加する合同会議が開かれた。イヴァンはこの席で、貴族たちによる士族や農民に対する抑圧を責め、またその罪を許すことを宣言し、もって改革が始まった。この会議は研究史上「和解会議」と呼ばれるようになる。
改革は中央集権化と士族の立場の向上を目指すものであった。
使節官署、大蔵官署、補任（ぶにん）官署、嘆願官署などの官署（局、あるいは庁）を含んだ中央官庁（プリカース）が本格的に設置された。
アダーシェフはまず嘆願局に勤務し、めざましい働きを示した。これは士族層が、貴族や高官の横暴をツァーリに対して訴える機関である。訴えの内容を検討し、他の行政機関を監督した。また、地方長官の監視も行った。アダーシェフ改革以前の地方長官は１年から３年の任期のあいだに、住民をできるかぎり搾り取るという状況だったのである。彼らは中央から派遣されていたが、中央からの報酬はなく、管轄地で徴収した税の一部を扶持として受けていた。
他の中央行政機関（イズバー）も設置された。外務局、駅逓（えきてい）局などである。

### 軍制改革
ロシア・ツァーリ国の初期には、いわゆるタタールのくびきから解放されてはいたが、クリミア・ハン国やカザンの騎馬部隊が国境地帯から国内深くまで侵攻しては暴れまわり、ロシア人を捕まえては奴隷にしていた。モスクワは、カザン・ハン国やアストラハン・ハン国の征服を計画しはじめた。
アダーシェフを初めとする選抜会議政府でも、軍制の改革は喫緊の課題であった。銃兵隊（ストレリツィ）の創設、作戦行動中の門地争いの禁止などが定められた。

### 1550年法令集と百章令（ストグラフ）
1550年6月に、1497年に発行された法令集に代わり、全99条からなる新法令集が発布された。新しい法令は地方行政への監視強化を命じ、また修道院や貴族の領地に制限を加えることで士族層への土地分配を目指す内容となっている。もっとも、士族に充分な土地を与えるにはこの法令だけでは不十分であった。1551年の教会会議では、教会や修道院の風紀粛正とともに、司祭シリヴェーストルは修道院所有地の国有化を訴えたが、これは否決された。決議は百章（ストグラフ）にまとめられた。

## カザン・ハン国攻略と1553年危機
アダーシェフら選抜会議の改革は、1552年のカザン・ハン国征服と続く1553年3月危機によって一旦停止する。

### 1553年3月危機
1553年3月の危機とは、イヴァン4世の重い熱病による危篤状態に際して、一部の貴族たちが皇位継承者である乳呑み児ドミトリーに対する忠誠の誓いを望まなかったという事件を指す。この事件はのちにツァーリ・イヴァンと公式年代記によって、反逆あるいは陰謀として貴族を非難する元になった。具体的には、貴族らはアダーシェフの父フョードルも含めて乳児への忠誠を望まず、重病のツァーリが厳しい言葉で呼びかけてようやく宣誓を行った、という事件である。もっとも、スクルィンニコフによると、史料は公式年代記の付記だけであり、この編纂にはイヴァン自身も携わっていた。多くの歴史家は信憑性が低いと見ている。

## アダーシェフ政府後期の改革

### 地方行政の改革
前期の改革では、アダーシェフは嘆願局の長官として地方長官の横暴を監督した。
1555年から1556年にツァーリは、農民やポサード民からの地方長官に対する不満の声を受けて、地方長官の職務そのものを廃止する旨の通達を出した。地方長官職を廃止し、住民が地方長官に支払っていた扶持料は直接国庫に納めさせた。地方長官行政の代わりに、上層ポサード民と富裕な農民、彼らを支える宣誓人からなる住民共同体が国政機関とされた。
また、1539年に導入されたグバー制が強化された。グバー制とは、グバー（郡）という特別区ごとに、グバー長老と呼ばれる士族を責任者とする一種の警察である。1550年代半ばになると、グバー長老の役割が強められ、グバー制に関する法がつくられ、中央には盗賊取締局が置かれた。
これら地方長官の廃止、グバー制の強化といった措置は、地方社会を国家行政の末端に置くことで中央集権をはかるものであったが、これは地方にとっては負担の増大になった。一連の改革の後、国有地農民の税は激増した。

### 軍制改革
1555年ないし1556年に「勤務に関する法令」が発布された。門閥貴族の世襲領主も士族の封地領主も、みずから騎馬で出陣するのみならず、領地面積ごとに一定の武装兵士を差しだすよう定める内容であった。良質の耕地100チェトヴェルチ（約160ヘクタール）につき、１人の完全武装の騎兵である。
1555年には、「君主の系譜書」が作成された。これはツァーリを初めとする名門家系の系図で、家門と作戦上の地位が釣り合わない場合に起きる「門地争い」の予防となった。アダーシェフが主導する補任局では、「君主の系譜書」を初めとする一連の軍務関係の資料が整備されはじめ、軍人間の争いを防ぐ役割を果たした。
ロシア軍の力は強大になっていった。1550年代については諸説があって判然としないが、C.M.セレドニンの推計によると、16世紀末には、士族中心の騎兵が7万5000（士族は２万5000で他はその従者）、銃兵（ストレリツィ）、カザーク兵2万、タタール兵1万、外国人傭兵4000の合計11万人になる。

## リヴォニア戦争と退場
1558年1月に4万のロシア軍がリヴォニアに侵攻した。
初年にはめざましい戦果を挙げ、5月にはナルヴァ、6月にはドルパート（ユーリエフ、現タルトゥ）を奪った。1559年になると、半年間の休戦条約が結ばれた。これはクリミア遠征のためにアダーシェフ政府が結んだと考えられるが、リヴォニア騎士団に態勢を立て直す余裕を与えることになった。リヴォニアはリトアニアやスウェーデン、デンマークといった周囲の大国に援助を求めた。
アダーシェフの主張したクリミア遠征はさしたる成果がなかった。一方、休戦条約の直前にリヴォニア騎士団がユーリエフ近郊に戻ってきて、ロシア軍部隊を破った。
ツァーリ・イヴァンはアダーシェフを初めとする選抜会議のメンバーを怒りとともに追放した。アダーシェフは前線に向かわされた。。
ロシア軍の精鋭はエルメス近郊で騎士団を撃破し、フェリン城を占拠した。だがアダーシェフらは、この有利な状況をうまく利用できず、パイダ城（ヴァイセンシュタイン）攻略に失敗し、ロシア軍の勢いは止まった。
1560年には、イヴァンは「一夏で全ゲルマニア」を征服できる、と考えていた。できないのは貴族たちの緩慢さと「悪意に充ちた妨害」のせいだとした。リヴォニアでの全軍事行動の責任者はアダーシェフであった。したがってツァーリは遅滞の全責任はアダーシェフにあると考えた。
ツァーリはアダーシェフを指揮から排除し、フェリン城を統治するように命じた。次に、フェリン城からユーリエフの軍司令官の下に移した。軍司令官はアダーシェフを「命令者」として受け入れることを拒否した。政府はアダーシェフの全領地を没収した。アダーシェフはユーリエフで監視下に置かれ、間もなく熱病にかかり、1、2ヶ月のちに死去した。

### 失寵の原因
アダーシェフら選抜会議の解体と主要メンバーの急激な失寵は、普通、イヴァンとアダーシェフらの外交路線の違いが原因とされる。イヴァンはリヴォニア併合を主張し、アダーシェフらは対クリミア戦を急いだためというものである。ロシア史家栗生沢猛夫は、リヴォニア戦争が初戦の成功にもかかわらず、泥沼化していくありさまがツァーリの怒りを呼び起こしたとする。
ソヴィエト連邦からロシア連邦にかけての歴史家ルスラン・スクルィンニコフは、イヴァンにとって良い政策とは、専制権力を強化するためのものだけであったと考える。選抜会議による10年にわたる改革は、大貴族層を排除するというイヴァンの望みを実現するものではなかった。また選抜政府のもともとの政策である、士族層への優遇策もツァーリの偉大さを損なうと考えられた。
スクルィンニコフは、ツァーリと選抜会議の関係はそれゆえに決定的に破綻したとする。

## 人物、逸話
- ツァーリ・イヴァン4世は、アダーシェフのことを、以下のように書いている。この者を塵芥（ちりあくた）のなかから引き上げ,まったき忠義を期待して,彼を高官らと並ぶ地位につけたのである｡一体われらが彼に,いや彼のみならず彼の一族全体に与えなかった名誉や富があるだろうか！　これにたいしわたしはいかなる誠実な奉公を彼から得たであろうか — イヴァン4世｜イヴァン雷帝とクールプスキー公の往復書簡試訳（Ⅱ）[2]。
- アダーシェフは非常に信心深い人物として知られていた。絶えず祈り、厳しい斎戒を行った。クールプスキー公によると、アダーシェフは自邸に恵まれない人々のための施設を開いており、「何十人もの「癩病（らいびょう）者」（病人）を集め、密かに彼らを養い、体を洗い、手づから何度も膿をぬぐってやった」という[39]。
- 16世紀ロシアでは、西ヨーロッパとの交流が増え、書物が入ってくるようになった。書物に関する文化は、おもに教会や修道院が支えていたが、アンドレイ・クールプスキー公、フョードル・カルポフ、ストロガノフ家など、宗教界の外部からも蔵書家が現れてきた。アダーシェフもその一人である[40]。